# Стругово
Стругово (мкд. Стругово) је насеље у Северној Македонији, у југозападном делу државе. Стругово припада општини Демир Хисар.

## Географија
Насеље Стругово је смештено у југозападном делу Северне Македоније. Од најближег већег града, Битоља, насеље је удаљено 30 km северно.
Стругово се налази у јужном делу области Демир Хисар. Насеље је положено у горњем делу тока Црне реке, у долинском делу. Западно од насеља се издиже Плакенска планина. Надморска висина насеља је приближно 710 метара. Поред села образовано је вештачко Струговско језеро.
Клима у насељу је планинска због знатне надморске висине.

## Становништво
По попису становништва из 2002. године Стругово је имало 286 становника.
Претежно становништво у насељу су етнички Македонци (99%).
Већинска вероисповест у насељу је православље.